# 576. Volksgrenadier-Division
Die 576. Volksgrenadier-Division war ein Großverband der deutschen Wehrmacht im Zweiten Weltkrieg.

## Geschichte

### Aufstellung
Die Division wurde am 25. August 1944 in der 32. Aufstellungswelle bei Tyrnau in der westlichen Slowakei aus den Resten der in Frankreich vernichteten 271. Infanterie-Division (22. Aufstellungswelle) aufgestellt. Die Aufstellung sollte bis 30. November 1944 abgeschlossen sein. Friedensstandort war Prag im Wehrkreis XIII.

### Auflösung durch Umbenennung in 271. VGD
Noch in der Aufstellungsphase befindlich, wurde die Division am 17. September 1944 in die noch nicht aufgestellte 271. Volksgrenadier-Division umbenannt. Im November 1944 wurde diese Division in Ungarn eingesetzt.

## Gliederung
- Grenadier-Regiment 1186 mit zwei Bataillonen, später Grenadier-Regiment 977
- Grenadier-Regiment 1187 mit zwei Bataillonen, später Grenadier-Regiment 978
- Grenadier-Regiment 1188 mit zwei Bataillonen, später Grenadier-Regiment 979
- Artillerie-Regiment 1576 mit vier Abteilungen, später Artillerie-Regiment 271
- Divisions-Einheiten 1576, später Divisions-Einheiten 271